# کارلی چایکین

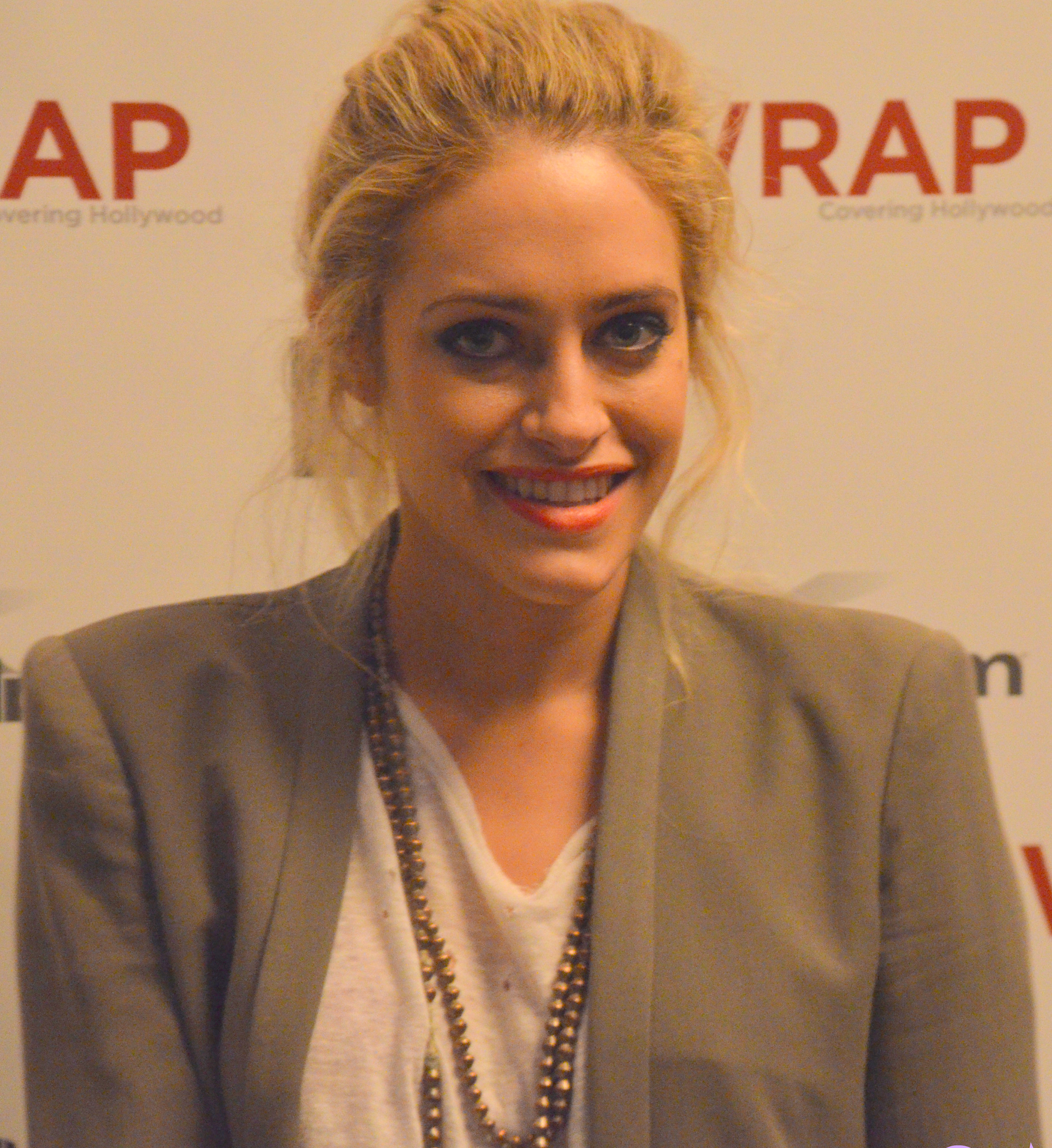

کارلی چایکین (انگلیسی: Carly Chaikin؛ زادهٔ ۲۶ مارس ۱۹۹۰) یک هنرپیشه اهل ایالات متحده آمریکا است. وی از سال ۲۰۰۹ میلادی تاکنون مشغول فعالیت بوده‌است.

## گزیده فیلم‌شناسی
از فیلم‌ها یا برنامه‌های تلویزیونی که وی در آن نقش داشته‌است می‌توان به آثار زیر اشاره کرد.
- آخرین آواز (۲۰۱۰)
- فراری (۲۰۱۱)
- عموی من رافائل (۲۰۱۲)
- آقای ربات (۲۰۱۵-اکنون)